# Lauritz Melchior
 Der er flere personer med dette navn, se Lauritz Melchior (læge).
Lauritz Lebrecht Hommel Melchior (20. marts 1890 i København – 19. marts 1973, Santa Monica, Californien, USA) var en dansk operasanger med en international karriere. 
Han har sunget i Bayreuth, Covent Garden og på Metropolitan i New York.
Melchior var 1920'ernes, 30'ernes og 40'ernes førende wagnertenor og indspillede mange plader. 

## Baggrund og karriere
Lauritz Melchior far var skolebestyrer Jørgen C. Melchior, der ejede og drev Melchiors Borger- og Realskole i Nørregade i København. Der var fire ældre søskende. Hans mor døde i barselssengen, og faren ansatte den senere kogebogsforfatter Kristine Marie Jensen som husbestyrer. Da skolen måtte lukke i 1908, trådte frk. Jensen til med økonomisk bistand og sikrede, at Lauritz kunne få sin stemme uddannet. 
- Den unge Lauritz sang i et engelsk kirkekor som drengesopran
- Han begyndte på Det Kongelige Teaters Opera Skole under Poul Bang (1908)
- Han debuterede i baryton-rollen Silvio i Ruggiero Leoncavallos Pagliacci på Det Kongelige Teater (1913). Dirigent var komponisten Carl Nielsen.[1]

Han sang for det meste anden baryton og basroller for Den Kongelige Danske Opera og operakompagnier andre steder i Skandinavien.
Lauritz Melchior fik to børn, heriblandt forfatteren og filminstruktøren Ib Melchior.

## Fra baryton til tenor
- Tager lektioner hos Vilhelm Herold (1917-18). Det bliver et vendepunkt i Melchiors karriere. Hans høje baryton bliver formet til en lav tenor med en stærk, høj overbygning
- Debuterer for anden gang i Tannhäuser på Det kongelige Teater d. 8.okt. 1918
- Under en optræden i London er opfinderen af radioen, Guglielmo Marconi, til stede og  inviterer Melchior til at deltage i verdens første radiotransmission fra radiostationen i Chelmsford (1920)
- Melchior optræder nu regelmæssigt i London bl.a. i Sir Henry Joseph Woods Promenadekoncerter i Queens Hall (1920-)

## Heltetenoren formes
I London mødte han den populære romanforfatter og passionerede Wagner-fan Hugh Walpole, som forsynede den vordende heltetenor med moralsk og finansiel støtte.
- Yderligere studier under Victor Beigel, Ernst Grenzebach og den legendariske dramatiske sopran ved Wiens Hof Opera Anna Bahr von Mildenburg varede til 1923

Rygtet om hans talent spredte sig og blev hørt af Cosima og Siegfried Wagner i Bayreuth, som var ved at forberede 1924 festivalen.
- Melchior blev engageret til at synge Siegmund og Parsifal. Den kontrakt banede vejen for adskillige andre optrædener som en Wagner-koncert i 1923 med Frida Leider i Berlin
- Melchior debuterede som Siegmund på The Royal Opera House i Covent Garden i London. (14. maj 1924).Resultatet var en overvældende succes. Få uger senere debuterede han i Festspielhaus i Bayreuth som Siegmund og Parsifal

## Covent Garden
Melchior sang foruden Wagner repertoiret Otello på Covent Garden fra 1924 til 1939 med Viorica Ursuleac som Desdemona og Florestan. Han sang Siegfried i 1932 med den populære sopran Florence Easton, den eneste gang de optrådte sammen.

## Metropolitian Operaen
- Han optrådte for første gang på Metropolitan Operaen i New York City som Tannhäuser med Maria Jeritza, Friedrich Schorr, Karin Branzell og Michael Bohnen med Artur Bodanzky som dirigent. (17. febr. 1926)

På Metropolitan sang han 519 Wagner-roller mellem 1926 og 1950.
- Melchiors gennembrud på Metropolitan var i Tristan und Isolde (20. marts 1929). Nu blomstrede hans karriere. Det var Lohengrins Farvel der blev Melchiors "svanesang" i hans sidste optræden der( 2. februar 1950)

Andre stjernestunder var
- Buenos Aires (Teatro Colón) (1931-43).
- San Francisco Opera (1934-45).
- Chicago Opera (1934-1945).

## Pladeindspilninger
Melchior lavede indspilninger som baryton på dansk for HMV og som tenor for 
- Deutsche Grammophon(Polydor) (1923-30).
- Engelsk og Tysk HMV (1927-35).
- RCA Victor (1938-41).
- American Columbia (1942-50)
- Warner Brothers.

Hans sidste optræden i Danmarks Radio var i 1960 med første akt af Valkyrien for at fejre hans 70 års fødselsdag. Den blev indspillet og repræsenterer et formidabelt minde om den "uforgængelige, næsten overnaturlige Melchior i fuld flugt."

## Chossewitz
Melchior erhvervede godset Chossewitz 120 km øst for Berlin i 1920'erne og boede her fra 1932 til august 1939, hvor han udvandrede til USA  og erhvervede amerikansk statsborgerskab (1947).

## Andet
Lauritz Melchior aftjente sin værnepligt i Den Kongelige Livgarde i 1911.